# 聖塔巴巴拉 (巴里納斯州)
7°48′59″N 71°10′41″W / 7.81639°N 71.17806°W
聖塔巴巴拉（西班牙語：Santa Bárbara），是委內瑞拉的城鎮，位於該國西部巴里納斯州，是埃塞基耶爾薩莫拉市的首府，始建於1911年，海拔高度180米，主要經濟活動是農業，2008年人口62,000。